# Radoslav Stojanović (Politiker)
Radoslav Stojanović (* 1930 in Obrenovac; † 31. August 2011 in Belgrad) war ein jugoslawischer bzw. serbischer Rechtswissenschaftler, Diplomat und Politiker.

## Leben
Stojanović studierte Rechtswissenschaften an der Universität Belgrad, wo er ab 1960 Dozent für internationales Öffentliches Recht und Internationale Beziehungen war, 1983 bis 1985 als Lehrstuhlinhaber; 1996 wurde er pensioniert. Im Dezember 1989 war er eines der 13 Gründungsmitglieder der Demokratska Stranka. Er war juristischer Berater von Vuk Drašković während dessen Amtszeit als Außenminister von Serbien und Montenegro (2004 bis 2007) und ab 2006 Botschafter Serbiens in den Niederlanden.

## Werke
- (mit Stevan Đorđević und Vojin Dimitrijević): Praktikum za medunarodno javno pravo (Praktikum für das internationale Öffentliche Recht), 1965
- (mit Vojin Dimitrijević): Međunarodni odnosi (Internationale Beziehungen), 1979
- Jugoslovenski federalizam i spoljnopolitičko odlučivanje (Der jugoslawische Föderalismus und außenpolitische Entscheidungen), 1981
- Jugoslavija, nacije i politika. Prilog raspravama o ustavnim promenama od 1968. do 1988. (Jugoslawien, Nationen und Politik. Beiträge zu den Verhandlungen über Verfassungsänderungen 1968 bis 1988), 1988
- Spoljna politika i državno uređenje (Außenpolitik und staatliche Ordnung), 2001, ISBN 86-81563-68-8